# 石橋克伸
石橋 克伸（いしばし かつのぶ、1964年（昭和39年）- ）は、福岡県出身の元陸上自衛官。
陸自初の海外派遣となった自衛隊カンボジア派遣、自衛隊イラク派遣等、多数の海外派遣経験を持つ。

## 略歴
- 1986年（昭和61年）：防衛大学校を卒業（30期・電気工学）、陸上自衛隊機甲科部隊に配属。
- 1998年（平成10年）：陸上自衛隊幹部学校指揮幕僚課程終了
- 2007年（平成19年）3月から1年間、国際連合ネパール支援団(UNMIN)第1次軍事監視要員（2等陸佐）として派遣

防衛大臣から第1級賞詞（第1級防衛功労章）を授与される。
- 2008年（平成20年）：陸上自衛隊幹部学校付学生
- 2009年（平成21年）：中央即応集団司令部報道官
- 2010年（平成22年）3月26日：統合幕僚学校内に発足した国際平和協力センターの初代センター長に就任。
- 2013年（平成25年）4月1日：第2地対艦ミサイル連隊長兼美唄駐屯地司令
- 2015年（平成27年）4月1日：陸上自衛隊研究本部主任研究開発官
- 2016年（平成28年）8月1日：福岡駐屯地業務隊長
- 2017年（平成29年）8月1日：陸上自衛隊幹部候補生学校総務部長
- 2019年（令和元年）8月1日：退職[1]